# جبريل غونزاليس (لاعب كرة قدم باراغواياني)
جبريل غونزاليس (بالإسبانية: Gabriel González)‏ هو مدرب كرة قدم وحكم كرة قدم ولاعب كرة قدم باراغواياني، ولد في 18 مارس 1942.

## وصلات خارجية
- جبريل غونزاليس (لاعب كرة قدم باراغواياني) على موقع Soccerway.com (الإنجليزية)